# 韩荣华 (1957年)
韩荣华（1957年—），河北阳原人，汉族，中华人民共和国政治人物、第十一届全国人民代表大会河北地区代表。
毕业于河北师范大学中文系，担任邯郸市归国华侨联合会主席。2008年起担任全国人大代表。